# ديفيد هايز أغنيو
ديفيد هايز أغنيو (بالإنجليزية: David Hayes Agnew)‏ (من مواليد 24 نوفمبر 1818 - تُوفي 22 مارس 1892) وهو جراح أمريكي.

## حياته

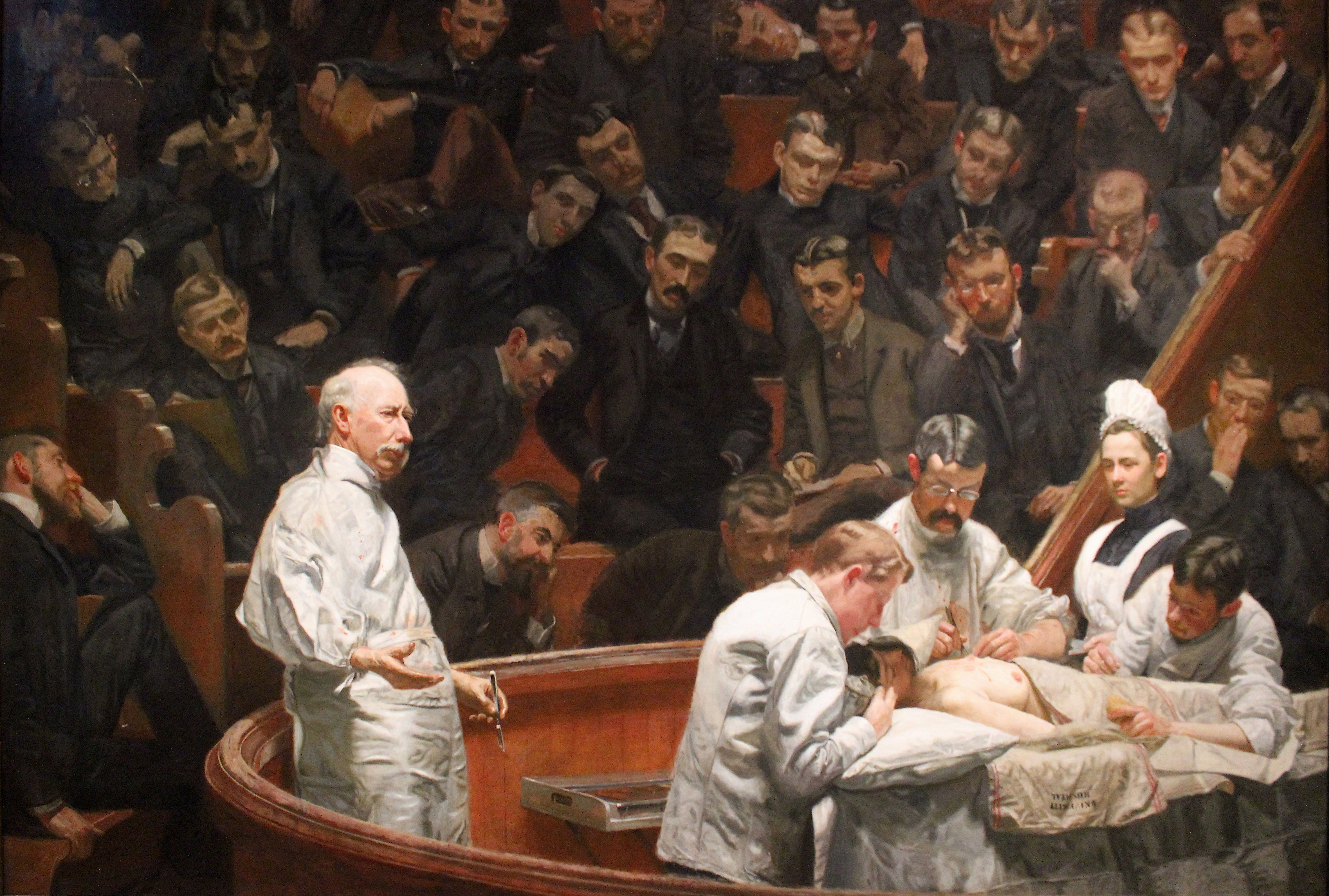
عيادة أغنيو بريشة توماس إيكنز. رسمت أللوحة لتكريم عالم التشريح والجراح البروفيسور ديفيد هايز أغنيو، أللوحة الآن في جامعة بنسيلفانيا.

ولد أغنيو في 24 نوفمبر 1818، نوبليفيل، بنسلفانيا، (كريستيانا حالياً). كان والداه هو روبرت أغنيو. كان محاطاً بعائلة من الأطباء وكان يُعرف عنه بأنه سيصبح طبيبا. تخرج من كلية الطب بجامعة بنسلفانيا في عام 1838. عاد إلى نوبليفيل لمساعدة والده في عيادته. عمل هناك لمدة عامين. كان والده مصابا بالربو فانتقل إلى ميريلاند في عام 1840 لأن المناخ هناك كان أكثر ملائمة لحالته وانتقل أغنيو معه. في 21 نوفمبر 1841، تزوج مارغريت إيروين. خلال الحرب الأهلية الأمريكية كان يشارك الجراحين في مستشفى الجيش، بالقرب من فيلادلفيا، واكتسب سمعة كبيرة لعملياته الخاصة بحالات الجروح الناجمة عن الطلقات النارية. وفي 21 ديسمبر 1863، أصبح معيد التشريح ومساعد في الجراحة السريرية بجامعة بنسلفانيا. في عام 1865، قدم دورات تدريبية في الصيف. وظل يعمل في الجامعة في قسم التشريح. كان الجزء الأكبر من نجاحه يرجع إلى مساعد زوجته له.

## قضية غارفيلد
في 2 يوليو 1881، أطلق الرئيس تشارلز جويتيو النار على الرئيس جيمس. وحينما جاءت لجنة لإعطائه أموالاً للمساعدة في التحقيق، قال أغنيو: «أيها السادة، لا أريد ذلك المال وإنما سأعطى شهادتي بحرية من دون أجر». وهذه القضية كانت السبب في شهرة أغنيو.

## عيادة أغنيو
عيادة أغنيو هي اللوحة الشهيرة التي رسمها توماس إيكنز. وقد رُسمت في عام 1889. في اللوحة، رسم إجراء عملية استئصال الثدي.

## إنجازاته
كتب ديفيد أغنيو مبادئ وممارسة الجراحة. كانت سلسلة من 3 مجلدات. تم نشر السلسلة من 1878-1883.

## وفاته
اُصيب أغنيو بالأنفلونزا الوبائية في عام 1890. وقال انه لم يتعافى تماما. بعد ذلك، اُصيب بنزلة حويصلية في 9 مارس 1892. في 20 مارس، سقط في حالة غيبوبة. بقي أغنيو هكذا حتى توفي في الساعة 3:20 مساء في 22 مارس 1892. وهو الآن مدفون في مقبرة غرب لوريل هيل.

## وصلات خارجية
- Agnew, D. Hayes. Practical anatomy: a new arrangement of the London dissector, (Philadelphia, 1856). From the Digital Repository of the المكتبة الوطنية لعلم الطب.